# Mariléia dos Santos
Mariléia dos Santos, mais conhecida como Michael Jackson (Valença, 19 de novembro de 1963), é uma ex-futebolista brasileira. Fez parte da Seleção Brasileira de Futebol Feminino por 12 anos, tendo participado de duas Copas do Mundo e uma Olimpíada. Integrou a primeira Seleção Brasileira feminina a disputar a Copa do Mundo de 1991.
Foi considerada "a 'Pelé' do futebol feminino", uma das principais atletas desse esporte nas décadas de 1980 e 1990, e uma das que abriram as portas para essa modalidade esportiva no Brasil.

## Carreira

### Inicio
Mariléia dos Santos deu os primeiros passos nos campos de várzea de sua cidade natal (Valença) e viveu seu primeiro grande momento em 1983, aos 20 anos, quando seu time (Tupy SC) venceu a 1ª Copa São Paulo de futebol feminino. A seguir, foi contratada pela lendária equipe do Radar, onde permaneceu de 1983 a 1989, marcando mais de 800 gols. O locutor Luciano do Valle a apelidou de "Michael Jackson" por considerá-la parecida com o cantor.

### Clubes
Entre os times nos quais jogou, destacam-se Radar, Corinthians, Santos, Internacional, Vasco da Gama, Saad (no Brasil) e o Torino (na Itália).
Em 1990, transferiu-se para o Saad, time no qual conquistou seis títulos consecutivos da Copa São Paulo e o Mundialito de 1995. No mesmo ano, por uma proposta irrecusável, transferiu-se para a Itália, abrindo o mercado internacional para o talento de outras brasileiras, como foi o caso, posteriormente, de Kátia Cilene, Sissi, Marta e Daniela Alves, dentre outras.

## Seleção
Foi convocada pela Seleção Brasileira de Futebol Feminino pela primeira vez em 1988, em um campeonato organizado pela FIFA em que o Brasil acabaria em terceiro. Foi cortada da seleção que jogaria a primeira Copa do Mundo de Futebol Feminino em 1991 após se lesionar, mas jogaria a segunda edição em 1995. No ano seguinte, foi parte do time que disputou o primeiro torneio olímpico do futebol feminino em Atlanta 1996. 

## Recordes
Alega-se que teria marcado 1574 gols ao longo de sua carreira. Foi condecorada com o terceiro lugar na galeria das melhores jogadoras do século XX na América do Sul, pela Federação Internacional de História e Estatística do Futebol (IFFHS).

## Aposentadoria
Mariléia dos Santos atualmente reside em Campinas. Exerceu o cargo de Coordenadora-Geral de Futebol Feminino no Ministério do Esporte, e faz jogos de apresentação na companhia de atuais atletas de seleção brasileira e clínicas de futebol.